# Vlag van Sutherland
De vlag van Sutherland is de vlag van het Schotse graafschap Sutherland. De vlag werd op 14 december 2018 onthuld als de winnaar van een wedstrijd waarbij meer dan 3.000 mensen uit het graafschap hun stem uitbrachten. Het ontwerp was van Joseph Morrow.
De over elkaar gelegde Saltire en Noordse kruizen verwijzen naar de unieke geschiedenis van Sutherland op het vasteland waar de Vikingheerschappij Schotland ontmoette. De gouden zon die wordt gevormd waar de armen van de kruizen samenkomen, symboliseert de zon die hoog in het zuiden opkomt. Dit is de oorsprong van de naam South Land van de county, evenals de zonsopgang aan de oostkust en de zonsondergang aan de westkust van Sutherland. Het zwart herinnert aan het veen van het Flow Country en de donkere luchten en samen met het wit aan de centrale kleuren van het voormalige wapen van de Sutherland Council.

## Geschiedenis
Er werd een wedstrijd uitgeschreven door de lokale gemeenschap in samenwerking met het Flag Institute, en in januari 2018 werd een vlag als winnaar aangekondigd in de krant Northern Times. Het ontwerp werd geselecteerd door een jury. De Lord Lieutenancy van het graafschap bevroor echter in maart 2018 de registratie van de vlag bij het Court of the Lord Lyon in het licht van het verzet tegen het vlagontwerp en de aard van de wedstrijd. Het Sutherland Flag Committee kondigde in oktober 2018 aan dat er een openbare stemming zou worden gehouden om een vlag te kiezen. Op de shortlist van ontwerpen die door de jury worden gekozen, staat het oorspronkelijk aangekondigde ontwerp.

### Originele ontwerp
Het oorspronkelijke ontwerp, dat in januari 2018 door de Lord Lieutenancy werd aangekondigd, laat een arend zien die met zijn gezicht naar voren zwenkt tegen een verticale tweekleurige rode en gele achtergrond, waarbij de arend geel en rood tegen elkaar zijn afgewisseld. De tweekleurige rode en gele achtergrond staan voor de Atlantische Oceaan en de Noordzee, die respectievelijk aan de west- en oostkust van het graafschap grenzen. Aan de hijslijn staan drie sterren of mullets. Deze, plus de rode en gele kleurencombinatie, zijn ontleend aan het wapen van Hugh de Moray, graaf van Sutherland.

### Receptie
Nadat de krant The Northern Times het definitieve ontwerp had gepubliceerd, uitten sommige inwoners van Sutherland hun afkeuring, voornamelijk via sociale media. De klachten richtten zich op de kleuren, waarvan werd gezegd dat ze communisme opriepen, en dat de adelaar grof getekend was en niet de beste keuze om de regio te vertegenwoordigen. Er werd gesuggereerd dat de Schotse wilde kat, een symbool dat geassocieerd wordt met Sutherland, een betere keuze zou zijn geweest. Een woordvoerder van de vlagselectiecommissie antwoordde dat "de adelaar prominent aanwezig was op een aanzienlijk aantal van de inzendingen", dat de wilde kat meer geassocieerd wordt met Caithness en dat een adelaar meer eenheid schept, omdat hij prominent aanwezig is in het hele graafschap.
Het Hof van de Lord Lyon begon begin februari 2018 met het proces om de vlag formeel te erkennen. Een inwoner van Sutherland diende een petitie in om het ontwerp van de vlag te herzien. De Vice Lord Lieutenant van Sutherland en voorzitter van de Vlaggenselectiecommissie verklaarde echter dat de feedback, buiten de sociale media om, en met name van scholen en jongeren uit heel Sutherland blijft wijzen op zeer sterke steun voor het ontwerp. Vanwege de tegenstand tegen het ontwerp heeft het kantoor van de Lord Lyon het proces om de vlag te registreren stopgezet, met de volgende verklaring: "Ik begrijp dat de indieners (de Lord Lieutenancy) de zaak in overweging nemen en, totdat we van hen horen, zullen er geen verdere procedures plaatsvinden in ons kantoor."

## Openbare stemming
In oktober 2018 kondigde het Sutherland Flag Committee aan dat er een publieke stemming zou worden gehouden om de Sutherland-vlag te kiezen. De shortlist van ontwerpen, geselecteerd door de jury, bevatte het ontwerp dat oorspronkelijk was aangekondigd als de vlag, hoewel het uiteindelijk niet werd gekozen door het publiek.

Optie A (oorspronkelijk voorstel)
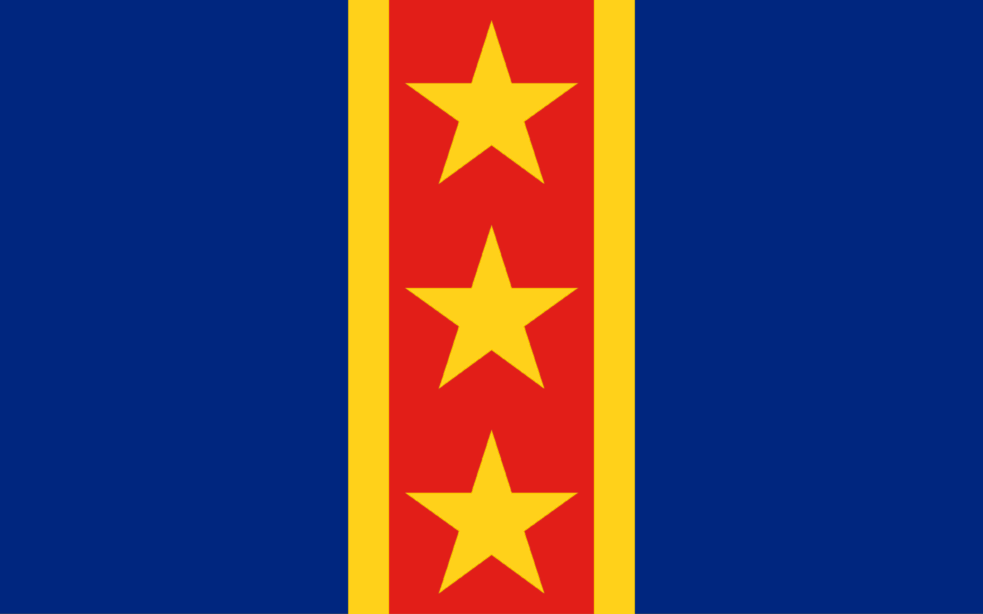
Optie B
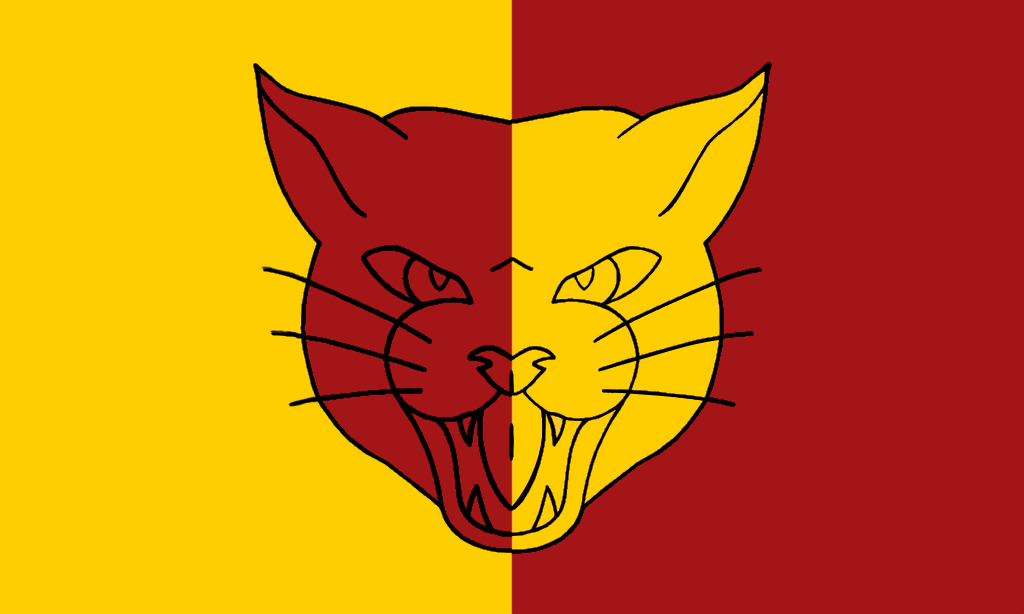
Optie C
Optie D (winnend ontwerp)